# Ragnar Hoppe
Knut Ragnar Johan Hoppe, född 19 maj 1885 i Malmö, död 1967, var en svensk konsthistoriker, museiman och publicist. Han var brorson till konstnären Bruno Hoppe.
Hoppe blev filosofie licentiat vid Lunds universitet 1916, amanuens vid Nationalmuseum 1917 och därefter filosofie doktor i Lund 1933. Han var 1:e intendent vid Nationalmuseum 1922–1950 och ordförande i Föreningen för Grafisk Konst 1958–1963. Hoppe var konstkritiker i Svenska Dagbladet 1918–1920 och i Social-Demokraten (Morgon-Tidningen) 1923–1927 och 1935–1947 samt kännare av fransk 1800-talskonst.
Hoppe gjorde stora insatser för konstens demokratisering och gav som kritiker ett verksamt stöd åt den moderna svenska konsten under dess genombrottsår.